# Corona de la Immortalitat

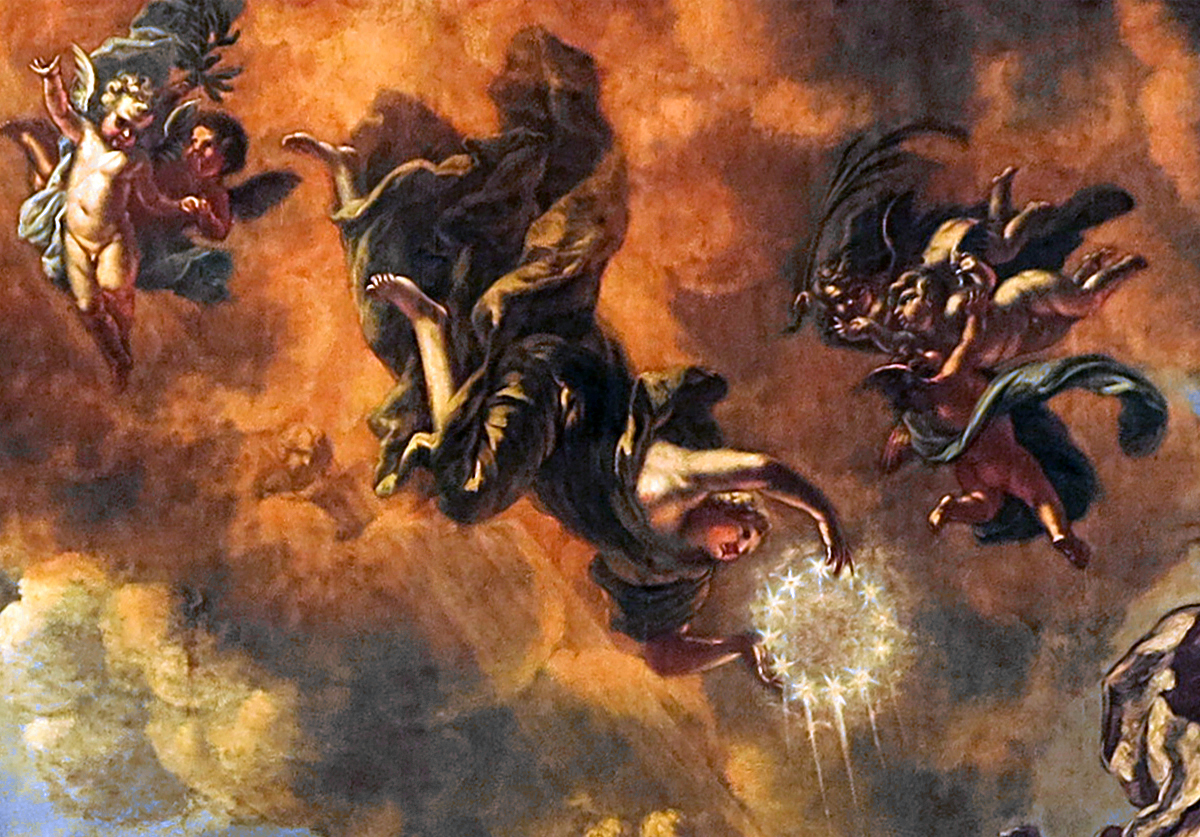
Una al·legoria de l'Eternitat sosté la Corona de la Immortalitat en un fresc de David Klöcker Ehrenstrahl a la Casa de la Noblesa (Suècia).

La Corona de la Immortalitat és una metàfora literària i religiosa que tradicionalment s'ha representat artísticament primer com una corona de llorer i després com un cercle d'estrelles simbòlic (sovint una corona, una tiara, un halo o una aurèola). La Corona apareix en tota una sèrie d'obres iconogràfiques i al·legòriques del Barroc per indicar que el seu portador és immortal. La història d'aquest símbol es remunta com a mínim a la corona de justificació de l'antic Egipte.